# Bagoas Mamicônio
Bagos (em armênio/arménio: Բագոս), Bagoas (em grego: Βαγώας; romaniz.: Bagóas) ou Bagas Mamicônio (em grego: Βαγας; em armênio/arménio: Բագաս Մամիկոնյան) foi uma nobre armênia do século IV.

## Etimologia
Bagos é a forma armênia do persa antigo Baga-, "deus", que foi registrado em grego como Bagoas (Βαγώας). Também teve seu nome registrado como Bagas, tanto em grego como armênio.

## Vida

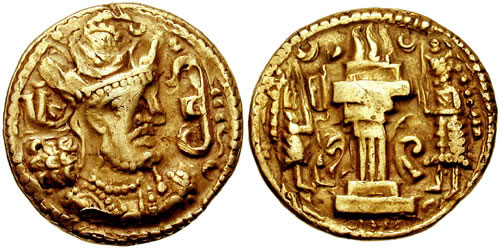
Dinar de r.

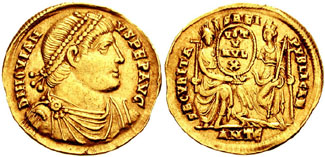
Soldo de Joviano r.

Bagos pertencia à família Mamicônio, mas sua genealogia é incerta. Segundo Christian Settipani, pode ter sido filho de Amazaspo, que supostamente era filho de Artavasdes I e a filha do rei da Ibéria Amazaspo III (r. 260–265). Já Cyril Toumanoff o colocou como filho de Artavasdes II, o filho de Vache I e neto de Artavasdes I. Para ambos, era irmão de Amazaspiano I, Amazaspui, Vaanes, Vasaces I e Vardanes I.
Nina Garsoïan descarta a ideia de Toumanoff, pois as fontes deixam claro que Artavasdes II era jovem no ponto que é citado, de modo que seria improvável que fosse pai de tantos filhos. Em correção, toma o Amazaspes citado no capítulo XXXVII do livro V das Histórias Épicas de Fausto, o Bizantino como um segundo filho de Vache I. Também supõe que este Amazaspes teve ao menos duas esposas, a primeira delas sendo mãe de Vasaces, Vardanes, Amazaspui, Amazaspiano/Amazaspes e Bagos, e a segunda sendo mãe de Vaanes e outros possíveis filhos. O motivo disso é que Vaanes é citado como meio-irmão de Amazaspui (Histórias Épicas, IV.xlix).
Seja como for, se sabe que foi um dos comandantes do rei Ársaces II (r. 350–368) durante a invasão em 363 da Armênia por tropas do xá Sapor II (r. 309–379) do Império Sassânida e seus generais. A invasão ocorreu após os romanos e o imperador Joviano (r. 363–364) acordarem o tratado que pôs fim ao conflito até então em curso, obrigando os romanos a deixarem os armênios à sua própria sorte. De acordo com as Histórias Épicas de Fausto, o Bizantino (século IV), Bagos liderou parte das tropas do reino contra um exército sob o general Andicã. Eles se encontraram na Batalha de Arreste (364), que terminou numa vitória decisiva armênia. Porém, Bagos morreu ao ser esmagado por um elefante, depois que o golpeou com sua espada e não teve tempo de fugir. Diz ainda Fausto que atacou o animal por achar que estivesse sendo conduzido por Sapor já que portava as insígnias reais. Nina Garsoïan suspeita que a forma como a sua morte é relatada é uma alusão bíblica ao episódio da morte de Eleazar Auarã em 1 Macabeus 6:43.